# Pristimantis ockendeni
Pristimantis ockendeni es una especie de anfibio anuro de la familia Craugastoridae.

## Distribución
Esta especie es endémica de la provincia de Carabaya en la región de Puno en Perú.

## Descripción
El holotipo mide 34 mm.

## Etimología
Esta especie lleva el nombre en honor a George Richard Ockenden.

## Taxonomía
Los especímenes de Colombia, Ecuador, Bolivia y Brasil que han estado históricamente relacionados con esta especie pertenecen a otras especies en un grupo no resuelto de especies.

## Publicación original
- Boulenger, 1912 : Descriptions of new Batrachians from the Andes of South America, preserved in the British Museum. Annals and Magazine of Natural History, sér. 8, vol. 10, p. 185-191[5]